# Hribi, Lukovica
Hribi este o localitate din comuna Lukovica, Slovenia, cu o populație de 50 de locuitori.